# Rio Ghergheanoş
O Rio Ghergheanoş é um rio da Romênia, afluente do Oituz, localizado no distrito de Bacău.